# Mono (eiland)
Mono is een vulkanisch eiland in het noordwesten van de Salomonseilanden. Het is 73 km² groot en het hoogste punt is 355 meter. Het dorp Falamai is de belangrijkste bewoonde plaats. 
De volgende zoogdieren komen er voor:
- Phalanger orientalis (geïntroduceerd)
- Dobsonia inermis
- Macroglossus minimus
- Melonycteris woodfordi
- Pteropus admiralitatum
- Pteropus rayneri